# Poderosa Afrodite
Poderosa Afrodite (en: Mighty Aphrodite) é um filme estadunidense de 1995, do gênero comédia, escrito, dirigido e co-estrelado por Woody Allen, ao lado de Mira Sorvino, Helena Bonham Carter, Michael Rapaport e F. Murray Abraham. O roteiro foi inspirado na história de Pigmalião e trata da busca de Lenny Weinrib (Allen) pela mãe biológica de seu filho adotivo, descobrindo que ela é uma prostituta idiota chamada Linda Ash (Sorvino).
Embora a recepção crítica de Mighty Aphrodite no geral tenha sido levemente positiva, Sorvino recebeu elogios por seu desempenho, recebendo vários elogios, como o Oscar de Melhor Atriz Coadjuvante, além de um Globo de Ouro, Associação de Críticos de Nova Iorque, Prêmios Critics' Choice Movie, National Board of Review Award e um prêmio da Dallas-Fort Worth Film Critics Association.

## Sinopse
O filme abre nas ruínas da Grécia antiga, onde um coro grego introduz e narra a história de Lenny Weinrib. Lenny é escritor esportivo em Manhattan, casado com a ambiciosa curadora Amanda. O casal decide adotar um bebê, um menino que eles chamam de Max. Lenny está impressionado com o filho que, torna-se cada vez mais claro, é uma criança talentosa.
Lenny fica obcecado em aprender a identidade da mãe biológica de Max. Depois de uma longa pesquisa, Lenny fica perturbado ao descobrir que é uma prostituta e estrela pornô de meio período, que usa vários nomes, mas confessa que seu nome de nascimento é Leslie Ash, e gosta de "Linda" porque significa "linda" em espanhol. Lenny faz uma "consulta" para vê-la em seu apartamento. Linda é uma idiota com um senso de humor e ilusões de se tornar uma atriz de teatro. Lenny não tem relações sexuais com ela, mas pede que ela se afaste da prostituição e comece uma vida saudável. Linda fica com raiva, devolve o dinheiro de Lenny e o obriga a sair. Lenny, no entanto, está determinado a fazer amizade com ela e melhorar sua vida. Ele primeiro consegue tirar Linda de seu cafetão violento e depois tenta emparelhar Linda com um ex-boxeador, Kevin. Eles parecem ser um casal adequado até Kevin descobrir o passado de Linda.
Enquanto isso, Lenny e Amanda estão se afastando, devido à obsessão de Lenny por Linda, mas também pela carreira de Amanda e seu caso com seu colega Jerry. Amanda diz a Lenny que quer explorar seu relacionamento com Jerry. Lenny e Linda se consolam durante o rompimento e acabam finalmente se envolvendo. No entanto, no dia seguinte, Lenny se reconcilia com Amanda e eles percebem que ainda estão apaixonados. Linda tenta, sem sucesso, voltar com Kevin, mas no caminho de volta para Manhattan, ela vê um helicóptero caindo do céu. Ela encosta e dá uma carona ao piloto, Don. É revelado pelo coro grego que eles acabarão se casando, embora Linda agora esteja grávida do filho de Lenny.
Alguns anos depois, Linda (com a filha) e Lenny (com Max) se encontram em uma loja de brinquedos. Ambos têm filhos um do outro, mas não percebem. Linda agradece a Lenny por tudo o que ele fez para ajudá-la e depois deixa Lenny impressionado. O filme termina com o coro grego cantando e dançando.

## Elenco principal
- Woody Allen .... Lenny Weinrib
- Mira Sorvino .... Linda Ash
- Helena Bonham Carter .... Amanda Weinrib
- Michael Rapaport .... Kevin
- F. Murray Abraham .... líder do coro grego
- David Ogden Stiers .... Laio
- Jack Warden .... Tirésias
- Danielle Ferland .... Cassandra
- Peter Weller .... Jerry Bender
- Claire Bloom .... mãe de Amanda
- Steven Randazzo .... Bud
- J. Smith-Cameron .... esposa de Bud
- Olympia Dukakis .... Jocasta
- Jeffrey Kurland .... Édipo
- Nolan Tuffey .... Max (2 anos)
- Jimmy McQuaid .... Max Weinrib
- Kenneth Edelson .... Ken
- Dan Moran .... Ricky
- Kent Blocher .... Zeus (voz)

Woody Allen afirmou que, apesar de seu conturbado divórcio com Mia Farrow, pensou em fazer um convite para sua ex-mulher atuar neste filme. Ele iria oferecer justamente o papel de Amanda, esposa do personagem que ele interpretaria na trama. Em resposta a isso, sua diretora de elenco disse "O quê, você está maluco?".

## Produção
Dick Hyman atuou como coordenador musical, arranjador e maestro do filme. A trilha sonora inclui "Neo Minore", de Vassilis Tsitsanis, "Horos Tou Sakena", de Stavros Xarchakos, "I've Found a New Baby", de Wilbur de Paris, "Whispering", de Benny Goodman e sua orquestra, "Manhattan", de Carmen Cavallaro, "When Your Lover Has Gone", de Ambrose e sua orquestra, "L'il Darlin", de Count Basie e sua orquestra, "Take Five" de The Dave Brubeck Quartet, "Penthouse Serenade (When We're Alone)" e "I Hadn't Anyone Till You", de Erroll Garner, "The In Crowd", de Ramsey Lewis, e "You Do Something to Me" e "When You're Smiling" do Dick Hyman Chorus & Orchestra. Graciela Daniele coreografou as rotinas de dança.
O coro grego inclui George de la Peña e Pamela Blair. Tony Sirico e Paul Giamatti fazem breves aparições em papéis menores.
Os locais de Manhattan incluem Bowling Green, Central Park e FAO Schwarz. Exteriores adicionais foram filmados em North Tarrytown e Quogue. As cenas do coro grego foram filmadas no Teatro Antigo de Taormina em Taormina, na ilha da Sicília.
Na vida real, Leonard "Lenny" Weinrib era o nome de um ator, dublador e escritor americano, mais conhecido por interpretar o papel principal no programa infantil de televisão H.R. Pufnstuf. Ele morreu em 2006.

## Lançamento
Mighty Aphrodite estreou no Festival Internacional de Cinema de Toronto antes de ser lançado nos Estados Unidos. Ele estreou em 19 telas e ganhou US$326,494 no fim de semana de estreia. Eventualmente, arrecadou US$6,401,297 nos EUA e US$19,598,703 em mercados estrangeiros, totalizando US$26,000,000 em bilheteria mundial.

## Resposta crítica
O filme recebeu críticas positivas dos críticos. No Rotten Tomatoes, o filme possui uma classificação de 77% com base em 35 críticos, com uma classificação média de 6,8 / 10. O consenso do site afirma: "Mighty Aphrodite pode não estar de acordo com os melhores trabalhos de Woody Allen, mas é trazido à vida vívida por uma performance absolutamente maravilhosa de Mira Sorvino". O Metacritic reporta uma pontuação de 59 em 100 com base em 16 críticos, indicando "críticas mistas ou médias".
Em sua resenha no The New York Times, Janet Maslin disse: "Mesmo quando se torna inconfundivelmente leve, Mighty Afrodite permanece espirituosa, ágil e bem feita".
Roger Ebert, do Chicago Sun-Times, chamou o filme de "uma comédia ensolarada" e acrescentou: "A cena final do filme é silenciosamente, docemente irônica, e o filme inteiro contorna as armadilhas do cinismo e se torna algo que os gregos nunca conseguiram administrar, uma tragédia em potencial com um final feliz".
No San Francisco Chronicle, Leah Garchik disse que o filme era "um filme inventivo, imaginativo e rico em detalhes" e acrescentou: "A incrível inteligência de Woody Allen está no coração de tudo o que é maravilhoso em Mighty Aphrodite, e o incrível ego de Woody Allen está no centro de sua principal falha. Ele falha quando tenta (...) fazer com que o público suspenda sua descrença e aceite Allen, um Romeu murcho, como um ingênuo de natureza doce. O encanto excêntrico dos personagens tímidos e desajeitados que ele interpretou quando jovem desapareceu. Hoje em dia, ele parece simplesmente bobo".
Peter Travers, da Rolling Stone, disse: "O filme é uma vitrine para Sorvino, filha do ator Paul de Harvard, quem dá um desempenho sensacional. Ela mostra humor e coração surpreendentes sem negociar com sentimento".

## Principais prêmios e indicações
Oscar 1996 (EUA)
- Vencedor na categoria de melhor atriz coadjuvante (Mira Sorvino).
- Recebeu uma indicação na categoria de melhor roteiro original.

Globo de Ouro 1996 (EUA)
- Vencedor na categoria de melhor atriz coadjuvante (Mira Sorvino).

BAFTA 1996 (Reino Unido)
- Recebeu uma indicação na categoria de melhor atriz coadjuvante (Mira Sorvino).

Prêmio NYFCC 1995 (New York Film Critics Circle Awards, EUA)
- Venceu na categoria de melhor atriz coadjuvante (Mira Sorvino).